# Johann Gottfried Thelott
Johann Gottfried Thelott (* um 1711 oder 1714; † 1773  bzw. vor dem 22. April 1775 in Augsburg) war ein deutscher Kupferstecher.

## Leben
Thelott war ein Sohn und Schüler des Kupferstechers Johann Andreas Thelott. Er ging außerdem bei dem Kupferstecher Johann Daniel Herz dem Älteren in die Lehre. Als Stecher war er an verschiedenen Prospektwerken Salomon Kleiners beteiligt. Darüber hinaus schuf er Illustrationen zu verschiedenen Veröffentlichungen des 18. Jahrhunderts.
Thelott war Bruder des Kupferstechers Jakob Gottlieb Thelott (1708–1760) und Vater der Kupferstecher Ernst Carl Thelott und Johann Paul Thelott (um 1758–1804).